# Topa (imbarcazione)
La topa è un'imbarcazione a fondo piatto tipica della Laguna di Venezia.
Sviluppatasi nel Novecento come mezzo da diporto, si tratta di una variante del più capiente topo da cui differisce per la forma della poppa che è piana (a specchio) e non tondeggiante e per le dimensioni più contenute. Tipicamente, infatti, una topa presenta una lunghezza compresa tra i 6,5 e i 7,30 metri e una larghezza variabile tra 1,70 e 1,90 metri.
Anche la propulsione è versatile: l'imbarcazione può essere spinta sia a remi (con posizione di voga alla veneta e da uno a quattro rematori) che a vela, con albero asportabile alloggiato nel trasto poppiero, timone-deriva a barra posizionato a poppa e vela al terzo. La forma a specchio della poppa si è in seguito dimostrata perfettamente adatta per l'installazione di motori fuoribordo, favorendo così il rapido passaggio a una propulsione completamente motorizzata.
Le dimensioni contenute, che facilitano la navigazione anche nell'area urbana, e la versatilità dei mezzi di propulsione hanno determinato il successo di questo tipo di imbarcazione, che è tra le più diffuse in città, adibita principalmente per funzioni di diporto (può trasportare sei-sette persone) e occasionalmente per il trasporto di carichi relativamente contenuti.
Verso la fine del Novecento, ai modelli tradizionali realizzati in legno si sono affiancati anche modelli realizzati in vetroresina.